# Boys Don't Cry (album The Cure)
Boys Don't Cry è un album dei The Cure, riedizione pubblicata il 5 febbraio 1980 unicamente negli USA del loro album di debutto Three Imaginary Boys, con tracklist leggermente modificata in modo da includere i tre singoli pubblicati, Killing an Arab, Boys Don't Cry e Jumping Someone Else's Train.
Qualche altro cambio fu fatto in quanto Robert Smith non era più pienamente soddisfatto di alcune canzoni della tracklist del primo album. Fu pubblicato nel resto del mondo nel settembre 1983 e la sua versione CD differisce dal vinile in tre tracce.
Nel 2003, l'album è stato posizionato al numero 442 nella lista dei migliori 500 album di sempre redatta dalla rivista Rolling Stone.

## Tracce
Versione LP
1. Boys Don't Cry – 2:35
2. Plastic Passion – 2:14
3. 10:15 Saturday Night – 3:38
4. Accuracy – 2:16
5. Object[2] – 3:00
6. Jumping Someone Else's Train – 2:56
7. Subway Song – 1:59
8. Killing an Arab – 2:22
9. Fire in Cairo – 3:21
10. Another Day – 3:43
11. Grinding Halt – 2:49
12. World War[2] – 2:39
13. Three Imaginary Boys – 3:14

Versione CD
1. Jumping Someone Else's Train – 2:56
2. Boys Don't Cry – 2:35
3. Plastic Passion – 2:14
4. 10:15 Saturday Night – 3:38
5. So What?[3] – 3:01
6. Accuracy – 2:16
7. Subway Song – 1:59
8. Killing an Arab – 2:22
9. Fire in Cairo – 3:21
10. Another Day – 3:43
11. Grinding Halt – 2:49
12. Three Imaginary Boys – 3:14

## Formazione
- Robert Smith - chitarra, voce
- Michael Dempsey - basso, voce
- Lol Tolhurst - batteria